# Lepthyphantes fagei
Lepthyphantes fagei là một loài nhện trong họ Linyphiidae.
Loài này thuộc chi Lepthyphantes. Lepthyphantes fagei được miêu tả năm 1939 bởi Machado.